# Melanobatraquins
Els melanobatraquins (Melanobatrachinae) són una subfamília d'amfibis de la família Microhylidae.

## Gèneres
- Hoplophryne (Barbour & Loveridge, 1928)
- Melanobatrachus (Beddome, 1878)
- Parhoplophryne (Barbour & Loveridge, 1928)